# Cayenne (песня)
«Cayenne» (с англ. — «Красный стручковый перец») — инструментальная композиция группы «Битлз», записанная в 1960 году (когда группа ещё называлась The Quarrymen) и официально опубликованная лишь в 1995 году на альбоме Anthology 1.
Композиция была написана Полом Маккартни в одиночку (хотя авторское сотрудничество между ним и Ленноном уже к тому времени началось) и представляет собой 12-тактовый блюз, написанный в тональности ре минор. Композиция была записана в апреле 1960 года дома у Маккартни (Ливерпуль, Фортлин Роуд, 20) с участием самого Маккартни, Джона Леннона, Джорджа Харрисона (все они играли на гитарах) и Стюарта Сатклиффа (который играл на бас-гитаре).
До официального выпуска «Cayenne» её записи существовали на бутлегах в версии с общей длиной в 2:30. Для публикации данной композиции в альбоме Anthology 1 её продолжительность была сокращена до 1:14 за счёт небольшого ускорения и преждевременного затухания. Кроме «Cayenne» в альбом Anthology 1 вошло ещё две домашних записи группы The Quarrymen («Hallelujah, I Love Her So» и «You’ll Be Mine»). Данные записи примечательны тем, что являются единственными официально опубликованными композициями «Битлз», при исполнении которых Стюарт Сатклифф играл на бас-гитаре.